# Біке
Біке́ (каз. Бике) — село у складі Мамлютського району Північноказахстанської області Казахстану. Адміністративний центр Бікенського сільського округу.
Населення — 326 осіб (2021; 553 у 2009, 895 у 1999, 1219 у 1989).
Національний склад станом на 1989 рік:
- казахи — 66 %
- росіяни — 23 %.

До 2021 року село називалось Леніно.